# قرار مجلس الأمن التابع للأمم المتحدة رقم 1776
قرار مجلس الأمن التابع للأمم المتحدة رقم 1776، المتخذ في 19 سبتمبر 2007.

## القرار
أدان مجلس الأمن بشدة أعمال العنف التي استمرت في زعزعة استقرار أفغانستان، وقرر تمديد ولاية قوات المساعدة الدولية لسنة أخرى بعد 13 تشرين الأول / أكتوبر 2007.
بموجب القرارالمتخذ تحت الفصل السابع من ميثاق الأمم المتحدة وبأغلبية 14 صوتا وامتناع عضو واحد عن التصويت من الاتحاد الروسي، دعا المجلس أيضا الدول الأعضاء إلى المساهمة بالأفراد والمعدات والتمويل لتقوية القوة وجعلها أكثر فعالية.
وشدد، بالإضافة إلى ذلك، على أهمية تحسين الخدمات الأمنية الأفغانية من أجل توفير حلول طويلة الأجل للعنف في البلاد، وشجع القوة الدولية والشركاء الآخرين على مواصلة جهودهم لتدريب وتمكين الشرطة الوطنية والقوات الأفغانية الأخرى.
وقال ممثل الاتحاد الروسي، إن بلده يدعم تقليدياً القوة الدولية واستمرار ولايتها حيث لا تزال القوة مهمة في مكافحة التهديد الإرهابي الذي تشكله حركة طالبان وتنظيم القاعدة. ومع ذلك، امتنع الوفد الروسي عن التصويت لأن المسألة الجديدة للاعتراض البحري لم يتم توضيحها بعد.
وفي تصريحات بعد التصويت، قال ممثلا إيطاليا والصين إنهما صوتا لصالح القرار لأنه يقدم أفضل دعم لاستقرار أفغانستان. ومع ذلك، أعرب ممثل الصين عن أمله في أن تُتخذ القرارات المستقبلية بشأن هذه المسألة بتوافق الآراء.

## روابط خارجية
- نص القرار في undocs.org